# Boris Lwowitsch Brasol
Boris Lwowitsch „Leo“ Brasol (russisch Борис Львович Бразоль; * 31. März 1885 in Poltawa, Russisches Kaiserreich; † 19. März 1963 in New York City, Vereinigte Staaten) war ein russischer Jurist und Literaturkritiker. Nach der Oktoberrevolution ließ er sich in den Vereinigten Staaten nieder, wo er sich an der Verbreitung von antisemitischem Material wie den Protokollen der Weisen von Zion beteiligte.

## Leben
Boris Brasol wurde 1885 in Poltawa (heute in der Ukraine) geboren. Sein Vater war der Homöopath Lew Jewgenjewitsch Brasol (alias Léon Brasol oder Léon Brazol, 1854–1927), der in St. Petersburg, Russland, praktizierte. Seine Mutter war die Bildhauerin und Malerin Julija Nikolajewna Brasol. Nach seinem Abschluss an der juristischen Fakultät der Universität St. Petersburg diente Brasol im kaiserlich-russischen Justizministerium, wo er u. a. an den Ermittlungen rund um die Beilis-Affäre beteiligt war, bei der dem Kiewer Juden Menachem Mendel Beilis ein angeblicher Ritualmord vorgeworfen wurde. Ab 1912 studierte Brasol Forensik an der Universität Lausanne in der Schweiz.
Während des Ersten Weltkriegs hatte Brasol den Rang eines Leutnants in der Armee des Zaren inne. 1916 wurde er von der Front abberufen und in die Vereinigten Staaten geschickt, um dort als Anwalt für ein russisches Komitee zur Beschaffung von Kriegsgütern zu arbeiten. Nach Ausbruch der Oktoberrevolution blieb Brasol in den Vereinigten Staaten. Als Mitglied der monarchistisch und antisemitisch eingestellten Schwarzen Hundert gab Brasol den Juden die Schuld am Bolschewismus und der Revolution.
Während seiner Zeit in den Vereinigten Staaten war Brasol ein glühender Verfechter der Wiederherstellung der Monarchie in Russland und fungierte als offizieller Vertreter von Kirill Wladimirowitsch, Großfürst von Russland, in den Vereinigten Staaten. Er war Gründungsmitglied des Russischen Imperialen Union-Ordens im Jahr 1929. Er arbeitete auch als Informant für US-Geheimdienstkreise und verbreitete so Theorien vom Jüdischen Bolschewismus unter hochrangigen Kreisen in seiner neuen Heimat. Brasol beschuldigte auch jüdische Unternehmer wie die Warburgs und den Bankier Jakob Heinrich Schiff der Finanzierung des Bolschewismus.
In den USA publizierte Brasol mehrere Bücher verschiedenen Inhalts. Mehrere Autoren bringen Brasols Namen mit der ersten US-Ausgabe der Protokolle der Weisen von Zion in Verbindung, die den Titel „The Protocols and World Revolution, including a Translation and Analysis of the ‚Protocols of the Meetings of the Zionist Men of Wisdom‘“ trug. Er selbst sagte dazu: „Im letzten Jahr habe ich drei Bücher geschrieben, von denen zwei den Juden mehr Schaden zugefügt haben als zehn Pogrome.“ Später soll Brasol selbst zugegeben haben, die Protokolle für eine Fälschung zu halten, was ihn allerdings nicht davon abhielt, sie zu überall zu verbreiten.
Brasol betätigte sich auch als Literaturkritiker und Kriminologe und veröffentlichte mehrere Bücher in diesen Bereichen. 1935 gründete er das Puschkin-Komitee und war von 1937 bis 1963 Präsident der Puschkin-Gesellschaft in Amerika. Er war ein guter Bekannter von Henry Fords Sekretär Ernest G. Liebold, den er mit seinen antisemitischen Ideen beeinflusste. Er trug auch zu antisemitischen Schriften in Henry Fords Zeitung The Dearborn Independent bei, welche in den 1920er Jahren als damals eine der meistgelesenen Zeitungen der USA Ideen vom "internationalen Juden" verbreitete.
Brasol war Mitglied der Aufbau Vereinigung, die die NSDAP finanzierte. Er erhielt finanzielle Unterstützung vom amerikanischen Industriellen Henry Ford. 1938 half Brasol, der inzwischen die amerikanische Staatsbürgerschaft angenommen hatte, mit Unterstützung der Gestapo heimlich bei der Organisation eines Anti-Komintern-Kongresses in Deutschland. An der Versammlung nahmen Vertreter aus Kanada, Frankreich, England und der Schweiz teil. Heinrich Himmler zeigte im August 1938 Interesse an Brasol und beauftragte Heinrich Müller sogar, einen Bericht über die bisherigen Aktivitäten der antikommunistischen russischen Emigranten zu erstellen.
Während des Zweiten Weltkriegs wurde Brasol wegen seiner Reisen nach Deutschland in der Vorkriegszeit und seiner Kontakte zu hochrangigen Nazis wie Ulrich Freiherr von Gienanth vom FBI verhört. 1943 wurde ihm vom US-Militär absichtliche Falschaussagen vorgeworfen, er wurde jedoch nicht weiter belangt. Brasol starb 1963 und wurde auf dem Woodlawn Cemetery in der Bronx beigesetzt.

## Publikationen
- 1920: Socialism vs. Civilization. New York: Charles Scribner's Sons
- 1920: The Protocols and World Revolution including a Translation and Analysis of the "Protocols of the Meetings of the Zionist Men of Wisdom". Boston:  Small, Maynard & Company (Anonym publiziert)
- 1921: The World at the Cross Roads. London, Hutchinson
- 1922: The Balance Sheet of Sovietism. New York, Duffield
- 1927: Elements of Crime (Psycho-Social Interpretation). Oxford University Press
- 1934: The Mighty Three: Poushkin - Gogol - Dostoievsky. New York: William Farquhar Payson
- 1938: Oscar Wilde: the Man, the Artist, the Martyr. New York: Scribner's Sons